# 近代公娼制
近代公娼制（きんだいこうしょうせい）では、欧米その他の国において、近代化に伴い、性病の予防などの目的で実施された公娼制について記述する。

## 近代公娼制の設立目的と経緯
18世紀のヨーロッパでは売春が盛んになり、私生児も増加したため、1724年には医師バーナード・デ・マンデヴィルが書いたと伝わる『公営売春宿擁護論』(A Modest Defense of Publick Stews)が刊行され、自由売春や私的な売春にまつわる病気などの様々な弊害は、売春を公認することですべて解決できると主張し、公認売春宿の詳細な計画を発表した。
産業革命期以降、ヨーロッパでは娼婦登録制による売春公認政策がとられ、1795年のベルリンでの登録娼婦は257人、1820年のパリでの登録娼婦は2800人だった。しかし非登録の私娼も多く、1843年頃の調査ではロンドンに9万人、パリに3万人、ベルリンに1万人の娼婦がいた。1860年のロンドンでは30万人の娼婦がいたとされる。
藤目ゆきは近代公娼制度を「軍隊慰安と性病管理を機軸とした国家管理売春の体系」と定義したうえで、近代公娼制度はフランス政府で確立し、その後ヨーロッパやイギリス、日本にも導入されたと指摘している。藤目はフランスを「公娼制度の祖国」と評している。
秦郁彦も、近代公娼制が始められたのは性病対策がきっかけであったとし、ナポレオン軍陸軍大臣ラザール・カルノーは軍隊についてくる売春婦と男性兵士における風紀の退廃と性病の蔓延について悩んだが、ナポレオン軍は性病を欧州中に広めたとした。1901年に軍医の菊池蘇太郎も「軍隊ニオケル花柳病予防法」で、公娼制度の目的は性病(花柳病)予防と風俗頽壊防止を目的としていたとしている。
藤目ゆきは、日本では前近代より公娼制度があったが、近代日本の公娼制度はヨーロッパの近代公娼制度をモデルとして再編成されたものと指摘したうえで、
と指摘し、「日本にのみ公娼・慰安所があった」とする見方について批判し、各国における近代公娼制度の比較研究を展開した。

### 性病対策としての近代公娼制
近代公娼制は、性病対策と軍隊慰安によって設置され、フランスで確立し、その後ヨーロッパ、アメリカ合衆国や日本にも導入された。1802年、フランスで警察による公娼登録が開始された。1828年にはフランス風紀局衛生課が設置され、検診で性病の見つかった娼婦は病院に送られ、治療後、売春業の許可がおりるという体制になった。18世紀末に梅毒が流行し、ナポレオン戦争による大規模の人の移動のため性病がヨーロッパ中にひろがったが、同時に医学研究もすすんだ。プロシアでは一旦廃止されたあと1851年に性病予防のために公娼制度が軍によって再開され、風紀警察が特別に設置された。イギリスはクリミア戦争の際の性病問題に対してイギリス軍の提案で1864年から1869年にかけての伝染病(性病)法によって公娼制度が導入され、警察が娼婦とみなした女性を逮捕し、検診を強制できるようになり、性病に感染していない場合は娼婦（公娼）として正式に登録された。1873年、ウィーン国際医療会議で売春統制を各国共通にするための国際法が提案された。
日本の公娼制は年季奉公の一形態として発展し、徳川幕府に認可された遊郭が形成されていた。明治維新後は、1872年のマリア・ルス号事件を契機に芸娼妓解放令と人身売買禁止令を出したが、遊郭は人身売買を糊塗した貸座敷制度の中で存続するようになった。1880年代国内では遊郭、貸座敷業者、娼妓の数が倍増し、その後1924,5年まで増え続け、軍の連隊駐屯地などに遊郭が新設されている。1900年の大審院判決「娼妓廃業届出書に調印請求の件」 によって自由廃業運動が盛んになり、同年娼妓取締規則が制定。娼妓の年齢を18歳以上とした(従来は15 - 16歳)。1904年に欧州で「醜業を行わしむるための婦女売買取締に関する国際協定」が締結され、1910年には「醜業を行わしむるための婦女売買禁止に関する国際条約」が締結された。
1876年に開国した李氏朝鮮の日本人居留地に日本の遊郭も開業し、1881年以降は貸座敷業者と芸娼妓の営業規則が定められ、営業許可証の取得、課税も開始された。1885年の京城領事館達「売淫取締規則」によりソウルでの売春業は禁止された。しかし、日清戦争後(1895年以降)は料理店での芸妓雇用が公認（営業許可制）され、釜山、ソウル、鎮南浦等で遊郭が再び形成された。
韓国併合以降朝鮮にも公娼制度が導入され、1916年には朝鮮で娼妓年齢下限が内地より1歳低い17歳未満に設定された。
1905年の日露戦争の勝利によって日本が朝鮮を保護国として以降、朝鮮での日本の売春業者が増加した。1906年に統監府が置かれ制度が整備されるとともに遊郭、朝鮮人業者も増加した。1906年に京城に新設された桃山遊郭は龍山駐屯の軍人を見込んで設置されている。1908年、警視庁は妓生取締令・娼妓取締令を出し、朝鮮の伝統的な売春業である妓生を許可制にし、公娼制に組み込んだ。取締理由は売買人の詐術によって本意ではなく従事することを防ぐためとされた。清(中国)での日本租借地関東州でも1909年に日本人娼妓の営業を禁止されたが、芸妓・酌婦の公娼行為は黙認された。1910年には「日韓併合により、正式に公娼制度が導入された」と秦郁彦は書いている。
第一次世界大戦前後には戦争景気で朝鮮京城の花柳界は全盛を極めた。一方で、併合初期には朝鮮人女性は妻と詐称し売られていたが、1910年代後半には路上で騙され誘拐される事例が増加し、13歳の少女も検挙された。「曖昧屋」とも呼ばれた小料理店に女性を騙して売却するものもいた。1920年代には売春業者に売却された朝鮮人女性は年間3万人となり、値段は500円 - 1,200円であった。仁川の敷島遊郭の前借金の場合、日本人娼妓が700円 - 2,500円であったのに対して朝鮮人は200円 - 700円であった。

## 公娼制
近世以前の公娼制については公娼参照。

## アメリカ
アメリカ本国は全国レベルでは公娼制を持たなかったが、イギリスと同様、植民地で公娼制度を導入した。フィリピンなどでは、米軍基地目当ての売春宿や性病検診と登録制は1990年代になっても廃止されなかった。
アメリカ合衆国では南北戦争時に性病予防のための管理売春を計画し、戦後の1870年にセントルイスでヨーロッパ型の公娼制が導入された。ニューヨーク、シカゴ、シンシナティー、サンフランシスコ、フィラデルフィアでも計画がすすめられた。

### 売春禁止運動
しかし、同時に公娼制度・売買春反対の運動がおこり、1880年代からは純潔十字軍が社会浄化運動を行い、米国純潔連合、米国自警協会、米国社会衛生協会などの組織がつくられ、娼婦を「白人奴隷」と表現し、公娼制度を「白い奴隷制度」とセンセーショナルに報告し、WASPの公共心に道徳的なパニックをひきおこした。

### アジア系外国人・娼婦排斥運動
またアメリカでは娼婦への反感と人種差別がむすびつき、1875年には世界ではじめて中国人娼婦の入国禁止法を制定し、のちに国籍問わず娼婦の入国を禁止し、さらに中国人娼婦を口実に1882年に中国人排斥法が成立し、また日本人娼婦も排斥された。サンフランシスコ労働者党のデニス・カーニーは中国人と日本人排斥運動を行い、1892年5月にサンノゼ市のサンタクララ町で、「（中国人と）同じアジアの奴隷が流れ込んでいる。日本には馬も馬車も何もなく、人間がその代役を勤めている。女は十歳にしていうをはばかる職業に従事するため、政府より許可状をもらう」「日本人には貞操という観念はまったくない。男と女が野獣と同様に無茶苦茶に交合する」などと演説し、日本人娼婦や労働者の排斥を訴え、群衆から拍手で迎えられた。当時のアメリカの売春宿は一般的に最貧地域にあり、黒人、東欧移民が多く、太平洋沿岸では中国人、日本人娼婦がおり、肌の色で区分されることもあり、たとえばサンフランシスコの娼家では最上階は白人娼婦、下の階に中国人、日本人、メキシコ人女性が営業していた。
1903年、1907年、1910年と外国人女性を含む娼婦排斥法が厳格化し、1910年のマン法では不道徳な目的による女性の移動が禁止され、さらにあらゆるセックス行為が罪に問われるようになり、紅灯地区は閉鎖され、売買春は地下に潜るようになり、娼婦は公共の売春宿を失ったため、電話、街頭、マッサージ・パーラー、ダンス・ホールなどで客をとるようになり、また経営も組織犯罪シンジケートに移っていった。

## イギリス
イギリスはクリミア戦争の際の性病問題に対してイギリス軍の提案で1864年から1869年にかけての伝染病法（Contagious Diseases Acts）によって公娼制度が導入され、警察が娼婦とみなした女性を逮捕し、検診を強制できるようになり、性病に感染していない場合は娼婦（公娼）として正式に登録された。1873年、ウィーン国際医療会議で売春統制を各国共通にするための国際法が提案された。
1870年代になってジョセフィン・バトラーらの売春婦救済運動（廃娼運動)が盛んになり、19世紀末のイギリスやアメリカ合衆国では本国では公娼制が廃止される。しかし、植民地においては存在し続けた(秦郁彦、ヒックス、藤目ゆき)。

## 中国
中国でイギリスとフランスが公娼制を行っていたので娼婦が集まったが、1929年に中国の国民政府の国家主席である蔣介石が上海の公娼廃止を行ったため、1930年の統計では上海で私娼が圧倒的多数となっている。上海の租界では、1930年の統計で、中国人2万人余り、朝鮮人千人余り、日本人7百人余りで、そのほとんどが私娼である。

## ドイツ
プロイセンでは公娼制度が一旦廃止されたあと1851年に性病予防のためには私娼の蔓延よりも公娼制度が優れているとして軍によって再開された、風紀警察が特別に設置された。

## フランス
19世紀初頭の1802年、フランスで警察による公娼登録が開始された。1828年にはフランス風紀局衛生課が設置され、検診で性病の見つかった娼婦は病院に送られ、治療後、売春業の許可がおりるという体制になった。16世紀に梅毒が流行したが18世紀末にも梅毒流行が再燃し、ナポレオン戦争による大規模の人の移動のため性病がヨーロッパ中にひろがったが、同時に医学研究もすすみ、1837年には医師フィリップ・ニコールによって梅毒と淋病の区別が証明された。制度自体は19世紀末の反対運動に端を発して次第に廃止が叫ばれるようになり、1946年マルト・リシャール法によって廃止された。

## 欧米の植民地
イギリスは1921年の婦人及児童ノ売買禁止ニ関スル国際条約に調印しながらも植民地での公娼制は維持された。アメリカ合衆国もフィリピンなどでは、米軍基地目当ての売春宿や性病検診と登録制は1990年代になっても廃止されなかった。秦郁彦は、第二次世界大戦当時の英米では兵士の慰安婦は公娼から私娼中心になっていたが、戦地の現地人娼婦以外では女性兵士や看護婦が代替したと指摘している。
植民地の公娼制について藤目ゆきは「植民地においてこそ、帝国主義軍隊の維持がより重大であり、だからこそ公娼制の温存は植民地において本国より重視された」と指摘したうえで、娼家の供給は「貧しい親に売られるのも、だまされて売春を強要されるのも、前借金に縛られ逃げられない状態に置かれたのも、日本人の娼婦に限ったことではない」と指摘している。

### インド（英領）
1893年のインド駐留イギリス軍の売春制度の調査では、利用料金は労働者の日当より高く、また女性の年齢は14〜18歳だった。当時インドのイギリス軍は、バザールが付属する宿営地に置かれ、バザールには売春婦区画が存在した。主に売春婦カーストの出身で、なかにはヨーロッパから渡印した娼婦もいた。売春婦登録簿は1888年まで記録されている。
第二次世界大戦の時代にはイギリス軍は公認の慰安所は設置せずに、現地の売春婦や売春宿を積極的に黙認した。

### フィリピン（米国領）
アメリカ本国は全国レベルでは公娼制を持たなかったが、植民地で公娼制度を導入した。米西戦争でスペインに勝利したアメリカが1898年にフィリピンを占領してからは雨後の筍のように売春宿が蔓延し、また米軍は、現地の娼婦の検診を施したため、宣教師がこれらを訴えた。1902年4月、キリスト教婦人矯風会(WCTU)のマーガレット・エリスがマニラ管理売春や児童買春の実態を報告するなどフェミニズムからの抗議を受け、米国政府は性病検査と検査料金徴収を中止し、健全な娯楽施設、読書室、体育館をかわりに建設するとした。ルーズベルト大統領は現地娼婦と軍との関係を不明瞭にしたが、フィリピン軍政責任者のルート陸軍長官は診断料や診断証明書の料金がなくなっただけと語ったような実情であった。のちにマーガレット・エリスと政府とのあいだで裏取引が発覚しており、その後も米軍慰安所は実質的に存続し、フィリピンで売春街を紅灯街に限定するようにし、性病検査を継続しながらもアメリカ政府が公式に関与していないように努力した。
米軍目当ての売春宿と性病検査はその後も第二次世界大戦、ベトナム戦争、1990年代の米軍の一時撤退まで継続し、廃止されることはなかった。また、アメリカ人女性、フランス人、イタリア人、ロシア人、ユダヤ人の白人娼婦もボンベイ、シンガポール、サイゴン、香港、上海、ハルビン、マニラなどで就業した。
フェミニズムと帝国主義
フィリピンの状況はその後も断続的に報告されるが、管理売春反対運動は後退した。理由としては当時のフェミニストは米国の帝国主義と植民地主義を支持していたことがあげられ、矯風会もフィリピン、ハワイ、プエルトリコ領有を支持し、米国が神の目的を実現する救済者国家であると信じていた。

## 日本
大日本帝国（日本本土、朝鮮および台湾）は法治国家で、認可売春は合法だった。認可売春制度は、日本本土では1900年に、台湾では1906年に、朝鮮では1916年に制定され、それぞれの地域社会に定着した。売春の稼業をする者は、日本本土では18歳以上、朝鮮では17歳以上、台湾では16歳以上であること、本人が稼業場所を所管する警察署に出頭し、経歴および稼業をする理由を記載した書面、親権者の承諾書および雇用主との契約書写しなどを添えて申請し、認可を得る必要があった。仲介業者は稼業を希望する本人または親権者と雇用主間を仲介して契約を締結し、両者から手数料を得た。契約は前借金方式で、契約が成立すると前借金は親権者に支払われた。認可売春婦（法律用語：娼妓：しょうぎ、英語：licensed prostitute）は、住所および稼業場所は貸座敷に限定され、定期的に性病検査を受ける義務があり、不合格の場合は稼業が禁じられた。雇用主は、毎月娼妓との貸借対照表を作成し、相互に認め印を押す義務があった。酌婦および芸妓も、娼妓の認可を受けることにより、料理屋での売春の稼業が認められた。芸妓は芸妓置屋主に雇用され、芸妓置屋で居住し、芸妓としての技能を習得した。表1は、朝鮮半島における1939年および1942年の認可売春稼業主、稼業婦、仲介業者の人数である。1939年末と比較して1942年末には、朝鮮人雇用主は249名および稼業婦は1,191名減少、一方朝鮮人仲介業者は157名増えている。雇用主減少の原因は、朝鮮での顧客が減少したため。廃業した雇用主は慰安所営業者に、解雇された稼業婦および新たな稼業希望者は、仲介業者を通して慰安婦として雇用された。
| 項目     | 1939  | 1939   | 1939   | 1939   | 1942  | 1942   | 1942   | 1942   |
| -------- | ----- | ------ | ------ | ------ | ----- | ------ | ------ | ------ |
| 項目     | 総数  | 内地人 | 朝鮮人 | その他 | 総数  | 内地人 | 朝鮮人 | その他 |
| 料理屋   | 1,833 | 597    | 1,154  | 82     | 1,616 | 515    | 1,007  | 94     |
| 芸妓置屋 | 343   | 214    | 129    | 0      | 289   | 209    | 80     | 0      |
| 貸座敷   | 539   | 235    | 303    | 1      | 469   | 219    | 250    | 0      |
| 芸妓     | 8,348 | 2,226  | 6,122  | 0      | 6,287 | 1,797  | 4,490  | 0      |
| 娼妓     | 3,712 | 1,845  | 1,866  | 1      | 3,850 | 1,774  | 2,076  | 0      |
| 酌婦     | 1,796 | 351    | 1,145  | 0      | 1,616 | 240    | 1,376  | 0      |
| 仲介業   | 3,577 | 197    | 3,380  | 0      | 3,732 | 194    | 3,537  | 0      |

朝鮮における認可売春婦の性病感染率は４～６％で、３者に有意な差はなく、遊郭数は２９だった。
| 西暦年 | 全検査数 | 全検査数 | 全検査数 | 有病率（％） | 有病率（％） | 有病率（％） | 遊郭数 |
| 西暦年 | 娼妓     | 芸妓     | 酌婦     | 娼妓         | 芸妓         | 酌婦         | 遊郭数 |
| ------ | -------- | -------- | -------- | ------------ | ------------ | ------------ | ------ |
| 1933   | 144,547  | 78,696   | 67,227   | 5.8          | 4.0          | 4.3          | 27     |
| 1934   | 144,144  | 83,512   | 71,645   | 5.6          | 3.4          | 4.6          | 28     |
| 1935   | 163,870  | 85,988   | 73,088   | 5.3          | 4.2          | 4.9          | 28     |
| 1936   | 179,911  | 97,547   | 89,035   | 4.9          | 4.1          | 4.5          | 29     |
| 1937   | 182,237  | 112,139  | 88,086   | 4.9          | 4.2          | 4.7          | 30     |
| 1938   | 176,736  | 109,377  | 79,563   | 4.3          | 3.6          | 4.3          | 29     |
| 1939   | 182,568  | 109,889  | 78,262   | 4.3          | 5.2          | 3.9          | 29     |
| 1940   | 221,182  | 110,156  | 76,111   | 4.3          | 3.9          | 5.9          | 29     |

### 明治時代以降の公娼制
明治時代になって遊郭はさらに需要を増した。当時の日本では性病の罹患者比率がきわめて高く、イギリス海軍は娼婦から性病を移されることを問題にした。横浜では外人目当ての遊郭の港崎遊郭が生まれ、政府は会津征伐の軍資金五万両を業者に出させ、代わりに外人居留地に築地鉄砲洲遊郭の設置をした。

#### 公娼取締規則・娼妓取締規則
1872年のマリア・ルーズ号事件の際、「日本では国家が人身売買を公認している」と指摘された政府は、太政官布告で芸妓・娼妓の解放令を出した。しかし遊郭自体を廃止する事はなく、遊女屋は「貸座敷」と名を変えて帰り先のない遊女たちを吸収し、借金による年季付きの人身売買は太平洋戦争後まで存続した。
1873年（明治6年）12月、公娼取締規則が施行された。ここに警保寮から貸座敷渡世規則と娼妓渡世規則が発令された。のちに公娼取締規則は地方長官にその権限がうつり、各地方の特状により取締規則が制定された。たとえば東京では、1882年（明治15年）4月、警察令で娼妓渡世をしようとする者は父母および最近親族（が居ない場合は確かな証人2人）から出願しなければ許可しないとした。
やがて群馬県では県議会決議によって、全国で初めて公娼そのものを全面的に禁止する条例が可決された。
1886年(明治19年)、キリスト教活動家の矢嶋楫子が東京キリスト教婦人矯風会を組織(のちに日本キリスト教婦人矯風会)。矢嶋は1873年にアメリカオハイオ州クリーブランドで結成されたWoman's Christian Temperance Union(WCTU、キリスト教婦人矯風会）の影響を受けていた。翌年には「一夫一婦制の建白」、「海外醜業婦取締に関する建白」を政府に提出した。
1889年（明治22年）、内務大臣から、訓令で、これより娼妓渡世は16歳未満の者には許可しないと布告された。
1891年（明治24年）12月までは士族の女子は娼妓稼業ができなかったが、内務大臣訓令によりこれを許可するとし、1900年（明治33年）5月、内務大臣訓令により、18歳未満の者には娼妓稼業を許可しないと改正された。
1900年（明治33年）10月、内務省令第44号をもって、娼妓取締規則が施行された。これによって、各府県を通じて制度が統一され、明治初年の制度に戻ったかたちとなった。これは16条からなり、娼妓自由廃業がみとめられていたので、公娼制度を大きく変えるはずだったが、実際にはこの法律自体を知らない娼妓もおり、その後も娼妓廃業の自由は、前借金を盾に阻害されることもあった。とはいえ自由廃業者は増え、東京府の統計では、娼妓取締規則施行後、年内に自由廃業した娼妓は429名で、この動きは大阪など地方の遊郭にも広がった。サンデー毎日の記者が1940年ごろに、当時を知る元娼妓や元楼主などに取材したところでは、娼妓取締規則に前後する明治32、33年には、自由廃業を認めない楼主を相手取った訴訟が各地で起き、娼妓の勝訴が相次いだため、次第に廃業する者が増えていった。
1911年（明治44年）、キリスト教系の廃娼運動団体廓清会が発足。島田三郎、安部磯雄、矢嶋楫子、江原素六、小崎弘道、植村正久、井深梶之助、元田作之進、山室軍平らが関わった。翌1912年(明治45年)、安部磯雄は『風紀問題としての公娼制度』(廓清会本部)を刊行。
1910年代〜20年代にかけて、東京をはじめとする日本の都市部では、公娼とは違い売春を公に認められていない芸妓や酌婦といった私娼が氾濫し、増加の一途を辿ったが、警察はこれらを積極的に弾圧せず、むしろ公娼制度のなかに組み込み「準公娼」として管理していく方針をとった。例えば、東京の花街では8〜9割の芸者が春を鬻いでいたとされるが、その検挙率は１%にもならず、警視庁の幹部も芸者は検挙しない方針をとっていたことを公言していた。また、玉の井や亀戸のような大規模な私娼街でも1924年以後は黙認することが方針として採用された。この公娼ー私娼黙認体制は戦前日本の売春管理を貫く体制であった。
日本では、1920年（大正9年）に海外への日本人娼婦である「からゆきさん」を廃止。1937年（昭和12年）、日本内地では、芸妓を含めて21万人とされる。
また、1927年（昭和2年）には、野党議員から国会で廃娼建議案が提出されたものの政変があり廃案。一方、地方では1928年（昭和3年）12月に埼玉県、福島県、秋田県、福井県の各県議会で公娼廃止決議が可決されるなどの動きが見られた。
1930年代に入ると私娼の氾濫やカフェーの流行により、遊郭の経営は苦境を迎えた。また国際批判なども影響し官民の連携組織である売笑対策協議会が発足し、公娼制度の廃止が内務省内部で検討された。1933、34年には廃娼論が本格化し、戦前ではもっとも廃娼の可能性の高かった時期とされるが、遊郭業者の反対などもあり公娼廃止は実現しなかった。
1933年（昭和8年）、内務省の「娼妓取締規則」改正により、娼妓の廓外への外出が認められる。
太平洋戦争が終わったことを受け、日本政府は占領軍の兵士から日本人婦女子を守るということを目的に終戦後の8月18日、全国に性的慰安施設を準備・営業するよう指示をした。東京では売春業者や待合業者らを集め特殊慰安施設協会（RAA）を組織させた。
しかし翌年の1946年（昭和21年）1月21日には占領軍の兵士内での性病蔓延を理由にGHQは公娼制度を廃止するよう求め、日本政府との間で覚書を手交。しかし完全に慰安を行う場所をなくすことはせず、各自治体の警察が管理するいわゆる「赤線」と呼ばれる区域を設定して、売春行為は続いた。
1956年（昭和31年）に売春防止法が制定（翌年施行）されたことで赤線は廃止、行政による売春行為の容認は終わった。
日本における公娼制度の終わりは、1946年（昭和21年）のそれを挙げるもの、1956年（昭和31年）の売春防止法制定を挙げるものと確定はしていないが、少なくともこの時期にはその終わりを迎えている。
娼妓への就業・女衒の手口
娼妓への就業・あっせんは芸娼妓酌婦紹介業者といわれる女衒を通じて行われた。これらは免許制であり、警視庁は1917年（大正6年）に「紹介営業取締規則」を定めた。全国的には1927年（昭和2年）の内務省令「紹介営業取締規則」が定められたが、内務省令では官営の職業紹介所では娼妓への就業あっせんを行わないことが決められたのみで、免許制度の詳細は警視庁令などに委ねられた。
1920年代の遊郭では遊郭業者が多くの求人を出していたのに対し、それを埋めるほどの娼妓が集まらなかった。1920年（大正9年）の遊郭による求人は3,324人だったのに対し、娼妓になろうと審査を受けた女性の数は2,287人にとどまった。さらに実際に就業した女性の数は1,471人と遊郭業者が募集していた娼妓の数の半数以下にとどまっている。このように娼妓の就業率が低くなった理由は、業者が「上玉」といわれる美人を欲しがる傾向にあったことによる。
女衒は遊郭に女性をあっせんし、審査を通すの役割を担っていたが、業者に高値で売ることができる美人を探し出し、時には違法業者との協力のもと、女性を誘拐や拘引して売り飛ばした。

## 朝鮮（日本）

### 日本の遊郭業の進出から近代公娼制の確立
1876年に李氏朝鮮が日本の開国要求を受けて日朝修好条規を締結した開国して以降は、釜山と元山に日本人居留地が形成され、日本式の遊郭なども開業していった。
金一勉と金両基は、朝鮮の都市に公然と遊郭が登場したのは日本人の登場以来の事で、朝鮮各地に娘の人身売買が公然と横行するようになったと主張している 。
1881年10月には釜山で「貸座敷並ニ芸娼妓営業規則」が定められ、元山でも「娼妓類似営業の取締」が行われた。翌1882年には釜山領事が「貸座敷及び芸娼妓に関する布達」が発布され、貸座敷業者と芸娼妓には課税され、芸娼妓には営業鑑札（営業許可証）の取得を義務づけた。1885年には京城領事館達「売淫取締規則」が出され、ソウルでの売春業は禁止された。しかし、日清戦争後には料理店での芸妓雇用が公認（営業許可制）され、1902年には釜山と仁川、1903年に元山、1904年にソウル、1905年に鎮南浦で遊郭が形成された。
日露戦争の勝利によって日本が朝鮮を保護国として以降はさらに日本の売春業者が増加した。ソウル城内双林洞には新町遊廓が作られ、これは財源ともなった。
1906年に統監府が置かれるとともに居留民団法も施行、営業取締規則も各地で出されて制度が整備されていった。同1906年には龍山に桃山遊廓（のち弥生遊廓）が開設した。日本人の居住地で知られる京城の新町、釜山の緑町、平壌の柳町、太田の春日町などには数十軒から数百軒を数える遊郭が設けられ、地方の小都市にも十数件の青桜が軒を連ねた。
日本人売春業者が盛んになると同時に朝鮮人業者も増加していくなか、ソウル警務庁は市内の娼婦営業を禁止した。1908年9月には警視庁は妓生取締令・娼妓取締令を出し、妓生を当局許可制にし、公娼制に組み込んだ。1908年10月1日には、取締理由として、売買人の詐術によって本意ではなく従事することを防ぐためと説明された。

### 遊郭業者・女衒の手口
朝鮮では「性経験のない女性がその80パーセントは斡旋先が売春業であることを知らされずに外地に売られた」と金富子は書いている。「忘八」と呼ばれた遊郭業者は、日本でもしばしば就業詐欺を働き、娘を騙して海外に売っている。『廊清』1937年7月号は「女給、ダンサー募集の美名で女性を偽り、北支・上海などに売り飛ばす不届き者がある」と伝えている。維新政府の娼妓解放令の後も「娼妓達が悲惨な籠の鳥であるという実態は変わらず」、悪徳業者にかかると借金の泥沼から抜け出す事ができず、「まさに前借金の名の下に人身売買、奴隷制度、外出の自由、廃業の自由すらない20世紀最大の人道問題（廊清会の内相あての陳情書）に違いない」と秦郁彦は書いている。伊明淑は「元慰安婦51人の内、31名が誘引・就業詐欺によって募集された」という。

#### 朝鮮南部で多発する少女誘拐事件

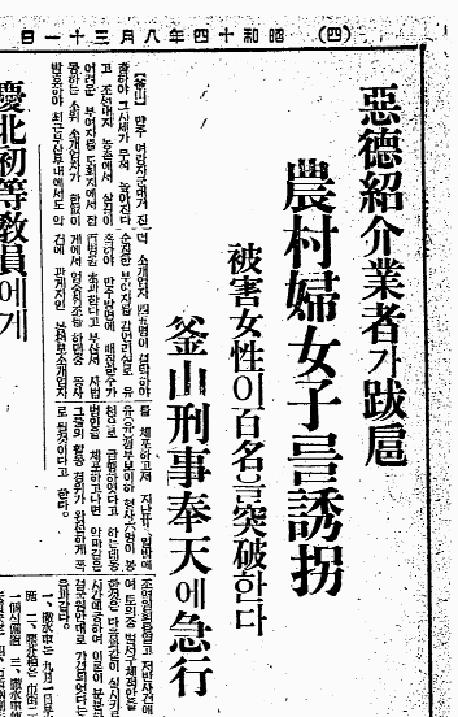
朝鮮半島で跋扈していた悪徳業者によって100名を超える婦女子が売り飛ばされた事件の捜査を報じる1939年8月31日付東亜日報

1932年から1939年にかけて、朝鮮南部では売春斡旋業者が10代の少女らに路上で恐喝を行ったり嘘をついて勧誘したり、誘拐する事件が頻発し、満州や中国などに養女などの名目で売却されていた。
当時の少女誘拐事件および人身売買については、警察の発表などを受けて朝鮮の新聞東亜日報や毎日新報（毎日申報。現・ソウル新聞）、時代日報、中外日報 で報道されている。朝鮮総督府統計年報によると、略取・誘拐での検挙数は1935年は朝鮮人2,482人・日本人24人、1938年は朝鮮人1,699人・日本人10人、1940年は朝鮮人1,464人・日本人16人 となっている。

#### 朝鮮総督府警察による中国への養女取引禁止
朝鮮総督府警察はたびたび悪質な少女斡旋業者を逮捕し、1939年5月には、中国への幼女供与、中国人による朝鮮人養女を引き取り、また養育することを禁止した。
しかしその後も誘拐事件は頻発し、「処女貿易」を行なっていた「誘引魔」が逮捕されたとの報道（東亜日報、1939年8月5日）や、釜山の斡旋業者（特招会業者）による誘拐被害者の女性が100名を超えていたとの報道（東亜日報、1939年8月31日）があった。また、河允明に続いて逮捕されたペ・シャンオンは、1935年から1939年にかけて、約100人の農村女性を満州に、150余人を北支（北部中国）に売却していた。また下級役人が戸籍偽造に協力していた汚職も発覚した。

### 日本統治下の公娼制
1910年の韓国併合以降は統監府時代よりも取締が強化され、1916年3月31日には朝鮮総督府警務総監部令第4号「貸座敷娼妓取締規則」（同年5月1日施行）が公布、朝鮮全土で公娼制が実施され、日本人・朝鮮人娼妓ともに年齢下限が日本内地より1歳低い17歳未満に設定された。
他方、併合初期には日本式の性管理政策は徹底できずに、また1910年代前半の女性売買の形態としては騙した女性を妻として売りとばす事例が多く、のちの1930年代にみられるような誘拐して娼妓として売る事例はまだ少なかった。
当時、新町・桃山両遊廓は堂々たる貸座敷であるのに対して、「曖昧屋」とも呼ばれた私娼をおく小料理店はソウル市に130余軒が散在していた。第一次世界大戦前後には戦争景気で1915年から1920年にかけて京城の花柳界は全盛を極めた。朝鮮人娼妓も1913年には585人であったが1919年には1314人に増加している。1918年の京城・本町の日本人居留地と鍾路署管内での臨検では、戸籍不明者や、13歳の少女などが検挙されている。
1918年6月12日の『京城日報』は「京城にては昨今地方からポツト出て来た若い女や、或は花の都として京城を憧憬れてゐる朝鮮婦人の虚栄心を挑発して不良の徒が巧に婦女を誘惑して京城に誘ひ出し散々弄んだ揚句には例の曖昧屋に売飛して逃げるといふ謀計の罠に掛つて悲惨な境遇に陥つて居るものが著しく殖えた」と報道した。
1910年代の戦争景気以前には、朝鮮人女性の人身売買・誘拐事件は「妻」と詐称して売るものが多かったが、1910年代後半には路上で甘言に騙され、誘拐される事例が増加している。
1920年代には売春業者に売却された朝鮮人女性は年間3万人となり、値段は500円〜1200円であった。外国に売られたの人が年間5000人、8割が騙されてだという。
1930年頃の朝鮮内の公娼は、日本人と朝鮮人それぞれ4、5千人程度とされる。

## 公娼の廃止に向けた取り組み
世界の公娼制度は19世紀後半から次々と廃止されるようになった。イギリスは1886年に廃止し、ノルウエー、スウェーデン、デンマーク、ニュージーランド、カナダなどが次々と廃止し、1930年までに存続していたのは、日本、オーストラリア、イタリア、スペインなどの国だった。日本においても、1920年代になると廃娼運動が盛んになり、「公娼制度は事実上の奴隷制度である」などの理由により、公娼廃止決議、公娼廃止を決定する都道府県が続出した。しかし政治家と結託した遊郭業者は35年に東京で大会を開き「公娼は我が国体に立脚して神の御威光の下に定められた制度である」と息まき、宮城を遥拝して「天皇陛下万歳」を三唱したという。廃娼運動を推進した廊清会の機関誌『廊清』1938,7月号によると、中国に娘子軍をつれていく業者がおびただしい数であるという。
廃娼運動は国際条約に結実し、1904年5月に欧州12カ国で「醜業を行わしむるための婦女売買取締に関する国際協定」が、ついで1910年5月に13カ国間で「醜業を行わしむるための婦女売買禁止に関する国際条約」が締約された。国際連盟では規約23条でこれら取決めの一般監視を行うとしたため、1921年9月の第二回国際連盟総会において婦人及児童ノ売買禁止ニ関スル国際条約として再締約された（23カ国）、1910年には「醜業を行わしむるための婦女売買禁止に関する国際条約」が締結された。このさいに日本も条約に加盟したが、すでに娼妓取締規則があり年齢に関する条項（21歳未満を禁止）については留保した。
東南アジアでもマレーのペナンでは1919年に公娼制が廃止され、フィリピンには「公娼制度なし」と報告されており、ラングーンでは1921年に醜業婦禁止条例が公布され、シンガポールでは1888年に性病検査義務を廃止、1929年には一切の売春宿を禁止した。1930年の日本領事館の報告によると公娼制度があるのは、フランス領インドシナと香港、タイのみであった。吉見義明は、東南アジアでは公娼制度を廃止するか縮小し「売春をなくす方向で施策が行われていた」とする。

### 植民地公娼制
しかしこのような廃娼運動も、植民地においては本国と比較して後れを取った。
1870年代になってジョセフィン・バトラーらの売春婦救済運動（廃娼運動）が盛んになり、19世紀末のイギリスやアメリカ合衆国では本国では公娼制が廃止される。しかし、植民地においては存在し続けた（秦郁彦、ヒックス、藤目ゆき）。イギリスは1921年の婦人及児童ノ売買禁止ニ関スル国際条約に調印しながらも植民地での公娼制は維持された。アメリカ合衆国もフィリピンなどでは、米軍基地目当ての売春宿や性病検診と登録制は1990年代になっても廃止されなかった。秦郁彦は、第二次世界大戦当時の英米では兵士の慰安婦は公娼から私娼中心になっていたが、戦地の現地人娼婦以外では女性兵士や看護婦が代替したと指摘している。
植民地の公娼制について藤目ゆきは「植民地においてこそ、帝国主義軍隊の維持がより重大であり、だからこそ公娼制の温存は植民地において本国より重視された」と指摘したうえで、娼家の供給は「貧しい親に売られるのも、だまされて売春を強要されるのも、前借金に縛られ逃げられない状態に置かれたのも、日本人の娼婦に限ったことではない」と指摘している。

### 日本における廃娼運動
大正から昭和に入ると、公娼廃止運動が盛んになる。宗教家の高島米峰は報知新聞 1931年4月5日号に発表した「国際信義と公娼廃止」において、「今や、公娼廃止は、世界の通念であるばかりでなく、日本国内においても、既に一般の与論となっている。現に、県会で廃娼を決議したものは九県に上り、また、廃娼を断行したものは二県となった。そうして、中央社会事業恊会の如き、中央教化団体連合会の如き、大日本宗教大会の如き、大阪社会事業連盟の如き、関東々北医師大会の如き、岩手県医師会の如き、最も有力なる団体が、それぞれの立場々々からして、公娼制度の撤廃を決議して居る。今はただ、内務大臣が、明治三十三年に公布した「娼妓取締規則」を撤廃しさえすれば、それでよいというだけになって居るのである」と当時の状況について記している。